# Boris Dubrovin
Boris Anatolievitsch Dubrovin (em russo:  Борис Анатольевич Дубровин; 6 de abril de 1950 – ) foi um matemático russo-italiano.
Dubrowin foi na década de 1970 um aluno de Sergei Novikov na Universidade Estatal de Moscou, onde obteve um doutorado em 1976, orientado por Novikov, e onde foi depois professor. É desde a década de 1990 professor da Scuola Internazionale Superiore di Studi Avanzati (SISSA) em Trieste.
Apresentou uma palestra plenária no segundo Congresso Europeu de Matemática em Budapeste (1996: Reflection groups, quantum cohomologies and Painléve´s equation), uma palestra plenária no Congresso Internacional de Física Matemática no Rio de Janeiro (2006) e foi palestrante convidado do Congresso Internacional de Matemáticos em Berlim (1998: Geometry and Analytic Theory of Frobenius Manifolds).

## Obras
- com Novikov, Anatoli Fomenko: Modern Geometry: Methods and Applications. 3 Volumes, Springer Verlag, Graduate Texts in Mathematics, 1984, 1985, 2. Edição 1990, 1992
- com Yu. P. Soloviev: Topology. Moscow State University Publishing House, 1989
- Geometry of Hamiltonian evolutionary systems. Bibliopolis, Napoli, 1991
- com Igor Kritschever, Sergei Novikov: Topological and Algebraic Geometry Methods in Contemporary Mathematical Physics. Cambridge Sci. Publishers, 2004
- com Krichever, Novikov: Integrable Systems. Parte 1, In: Vladimir Arnold, Novikov (Eds.): Encyclopedia of Mathematical Sciences. Reihe: Dynamical Systems. Volume 4, Springer Verlag, 1990
- com Krichever: Geometry of Riemann surfaces and nonlinear differential equations. In: Russian Math. Surveys. Volume 32, 1977, p. 1